# 白石市
白石市（しろいしし）は、宮城県南部の市。蔵王連峰のふもとに位置する。江戸時代に白石城の城下町として繁栄を築き上げ、それに伴う名所や旧跡が点在する。1954年（昭和29年）市制施行。

## 地理

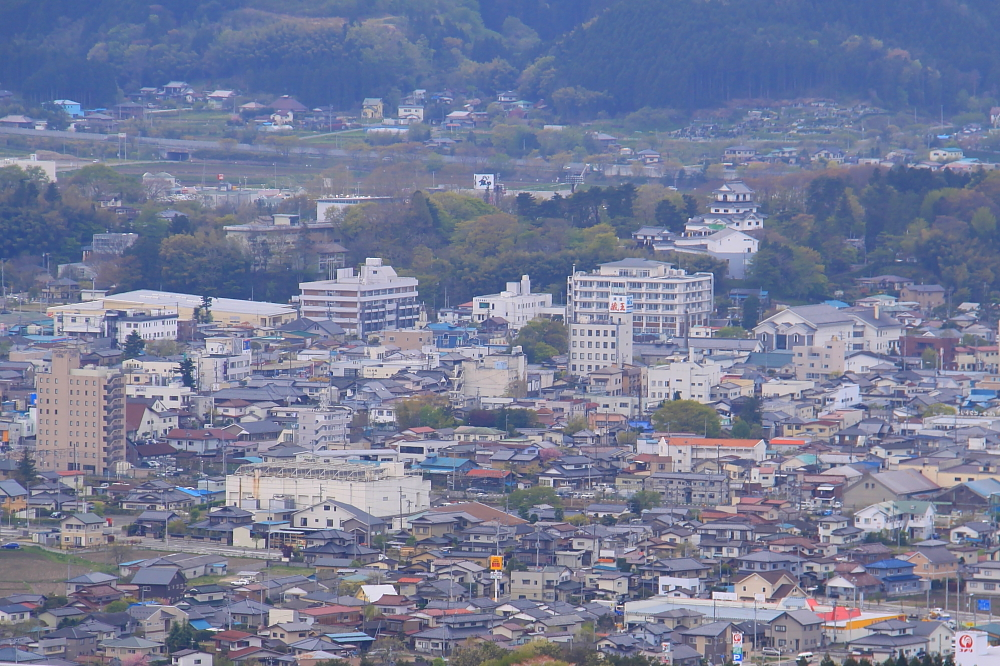
大萩山から望む白石市街。

宮城県の南部に位置し、宮城県内の市としては最南端にあたる。宮城県の県庁所在地である仙台市と、福島県の福島市共におよそ45キロメートル圏内に位置する。その中間地としての土地柄、同県仙台エリアとの関係はもちろん福島県側とも経済や文化など様々な面で密接な関係にある。市域の西南から北東に向けて白石川が流れる。
市域の最低点はる阿武隈川支流白石川下流沿岸（海抜25メートル）、最高点は不忘山（海抜1,705メートル）である。
- 山：不忘山（1,705m 蔵王連峰の南端の峰）、鉢森山（561m）、雨塚山（709m）、大萩山（264.3m）、二ッ森山(716.1m）など
- 河川：白石川およびその支流

### 気候
| 白石（1991年 - 2020年）の気候      | 白石（1991年 - 2020年）の気候 | 白石（1991年 - 2020年）の気候 | 白石（1991年 - 2020年）の気候 | 白石（1991年 - 2020年）の気候 | 白石（1991年 - 2020年）の気候 | 白石（1991年 - 2020年）の気候 | 白石（1991年 - 2020年）の気候 | 白石（1991年 - 2020年）の気候 | 白石（1991年 - 2020年）の気候 | 白石（1991年 - 2020年）の気候 | 白石（1991年 - 2020年）の気候 | 白石（1991年 - 2020年）の気候 | 白石（1991年 - 2020年）の気候 |
| 月                                 | 1月                           | 2月                           | 3月                           | 4月                           | 5月                           | 6月                           | 7月                           | 8月                           | 9月                           | 10月                          | 11月                          | 12月                          | 年                            |
| ---------------------------------- | ----------------------------- | ----------------------------- | ----------------------------- | ----------------------------- | ----------------------------- | ----------------------------- | ----------------------------- | ----------------------------- | ----------------------------- | ----------------------------- | ----------------------------- | ----------------------------- | ----------------------------- |
| 最高気温記録 °C （°F）             | 16.3 (61.3)                   | 20.6 (69.1)                   | 23.4 (74.1)                   | 30.1 (86.2)                   | 34.1 (93.4)                   | 34.6 (94.3)                   | 36.9 (98.4)                   | 36.7 (98.1)                   | 35.2 (95.4)                   | 31.4 (88.5)                   | 25.8 (78.4)                   | 19.5 (67.1)                   | 36.9 (98.4)                   |
| 平均最高気温 °C （°F）             | 5.2 (41.4)                    | 6.2 (43.2)                    | 9.9 (49.8)                    | 16.0 (60.8)                   | 21.0 (69.8)                   | 23.6 (74.5)                   | 26.8 (80.2)                   | 28.3 (82.9)                   | 24.8 (76.6)                   | 19.7 (67.5)                   | 14.0 (57.2)                   | 8.1 (46.6)                    | 17.0 (62.6)                   |
| 日平均気温 °C （°F）               | 1.2 (34.2)                    | 1.7 (35.1)                    | 4.7 (40.5)                    | 10.2 (50.4)                   | 15.5 (59.9)                   | 19.0 (66.2)                   | 22.5 (72.5)                   | 23.7 (74.7)                   | 20.1 (68.2)                   | 14.5 (58.1)                   | 8.6 (47.5)                    | 3.6 (38.5)                    | 12.1 (53.8)                   |
| 平均最低気温 °C （°F）             | −2.7 (27.1)                   | −2.6 (27.3)                   | −0.3 (31.5)                   | 4.6 (40.3)                    | 10.5 (50.9)                   | 15.0 (59)                     | 19.1 (66.4)                   | 20.2 (68.4)                   | 16.2 (61.2)                   | 9.9 (49.8)                    | 3.6 (38.5)                    | −0.7 (30.7)                   | 7.7 (45.9)                    |
| 最低気温記録 °C （°F）             | −11.2 (11.8)                  | −11.6 (11.1)                  | −8.0 (17.6)                   | −5.0 (23)                     | 1.7 (35.1)                    | 6.3 (43.3)                    | 10.4 (50.7)                   | 11.2 (52.2)                   | 6.0 (42.8)                    | −0.8 (30.6)                   | −5.2 (22.6)                   | −11.6 (11.1)                  | −11.6 (11.1)                  |
| 降水量 mm （inch）                 | 50.8 (2)                      | 36.6 (1.441)                  | 71.0 (2.795)                  | 96.0 (3.78)                   | 99.3 (3.909)                  | 146.6 (5.772)                 | 188.2 (7.409)                 | 186.0 (7.323)                 | 197.0 (7.756)                 | 146.1 (5.752)                 | 59.7 (2.35)                   | 50.2 (1.976)                  | 1,327.2 (52.252)              |
| 降雪量 cm （inch）                 | 43 (16.9)                     | 33 (13)                       | 16 (6.3)                      | 1 (0.4)                       | 0 (0)                         | 0 (0)                         | 0 (0)                         | 0 (0)                         | 0 (0)                         | 0 (0)                         | 0 (0)                         | 15 (5.9)                      | 109 (42.9)                    |
| 平均降水日数 （≥1.0 mm）           | 7.8                           | 6.5                           | 8.9                           | 8.4                           | 9.3                           | 12.2                          | 14.4                          | 12.4                          | 12.7                          | 9.3                           | 7.4                           | 8.7                           | 117.8                         |
| 平均月間日照時間                   | 142.6                         | 154.7                         | 178.6                         | 193.6                         | 195.2                         | 142.6                         | 123.3                         | 140.6                         | 121.9                         | 141.7                         | 146.8                         | 135.3                         | 1,818.6                       |
| 出典1：Japan Meteorological Agency |                               |                               |                               |                               |                               |                               |                               |                               |                               |                               |                               |                               |                               |
| 出典2：気象庁                      |                               |                               |                               |                               |                               |                               |                               |                               |                               |                               |                               |                               |                               |

## 人口
平成27年国勢調査より前回調査からの人口増減をみると、5.75％減の35,272人であり、増減率は県下35市町村中22位。40行政区域中27位。
| |                                        |  |
| 白石市と全国の年齢別人口分布（2005年） | 白石市の年齢・男女別人口分布（2005年） |  |
| ■紫色 ― 白石市 ■緑色 ― 日本全国 | ■青色 ― 男性 ■赤色 ― 女性              |  |
| 白石市（に相当する地域）の人口の推移 \| 1970年（昭和45年） \| 40,886人 \| \| \| 1975年（昭和50年） \| 40,862人 \| \| \| 1980年（昭和55年） \| 41,275人 \| \| \| 1985年（昭和60年） \| 42,262人 \| \| \| 1990年（平成2年） \| 42,030人 \| \| \| 1995年（平成7年） \| 41,852人 \| \| \| 2000年（平成12年） \| 40,793人 \| \| \| 2005年（平成17年） \| 39,492人 \| \| \| 2010年（平成22年） \| 37,422人 \| \| \| 2015年（平成27年） \| 35,272人 \| \| \| 2020年（令和2年） \| 32,758人 \| \| |                                        |  |
| 総務省統計局 国勢調査より |                                        |  |
| 1970年（昭和45年） | 40,886人                               |  |
| 1975年（昭和50年） | 40,862人                               |  |
| 1980年（昭和55年） | 41,275人                               |  |
| 1985年（昭和60年） | 42,262人                               |  |
| 1990年（平成2年） | 42,030人                               |  |
| 1995年（平成7年） | 41,852人                               |  |
| 2000年（平成12年） | 40,793人                               |  |
| 2005年（平成17年） | 39,492人                               |  |
| 2010年（平成22年） | 37,422人                               |  |
| 2015年（平成27年） | 35,272人                               |  |
| 2020年（令和2年） | 32,758人                               |  |

## 歴史

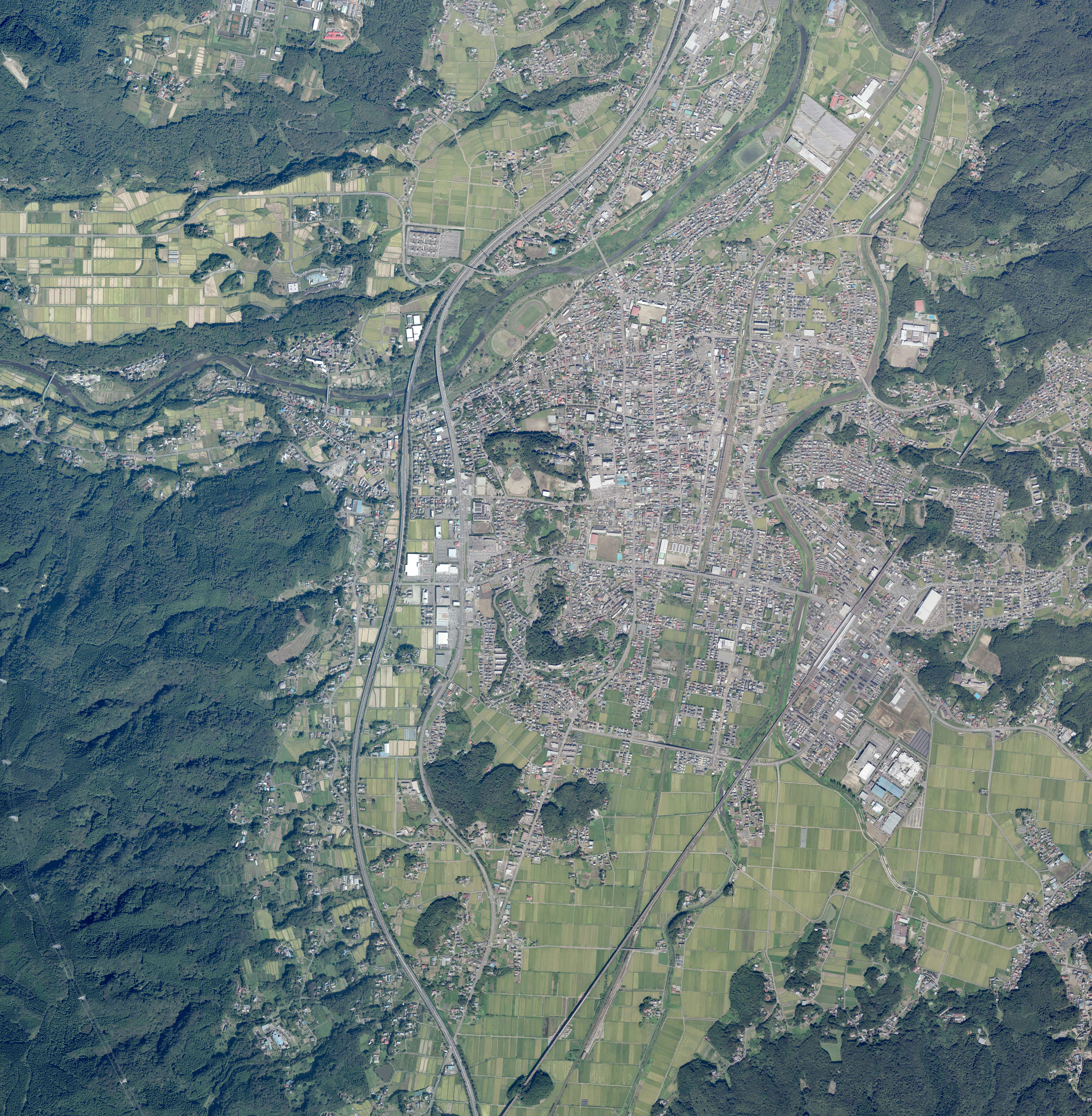
白石市中心部周辺の空中写真。2022年9月10日撮影の25枚を合成作成。

古代東山道、中世奥大道、近世には関東から奥羽（東北地方）へと続く奥州道中の宿駅が設けられた。白石からは、山中七ヶ宿街道から二井宿峠・金山峠越え、あるいは蔵王町宮を経て四方峠、笹谷峠越えの出羽道、角田・丸森を経て大沢峠越えの相馬道があり、古来、交通の要衝であった。
奈良時代養老5年に柴田郡から苅田郷・篤借郷を割いて、苅田郡として成立した。平安時代中期（10世紀前半）に成立した『和名類聚抄』によれば、苅田郡は篤借郷・苅田郷・坂田郷・三田郷の四郷に増えている。刈田郡家は白石市本郷遺跡・大畑遺跡に所在することが発掘調査によって明らかにされている。 
平安時代末の11世紀に、藤原経清（亘理権大夫）の子で奥州藤原氏初代・藤原清衡と同母兄弟の刈田経元は後三年の役を清衡と共に戦い、戦後源義家から刈田・伊具の両郡を与えられ、刈田郡白石に土着して刈田氏を称した。経元の玄孫である第5代目当主の刈田秀信は文治5年（1189年）に源頼朝に従い、世代的に族父にあたる藤原泰衡討伐に従軍したが、戦死を遂げた。 刈田郡と伊達郡の境にある厚樫山が奥州藤原氏と源頼朝率いる鎌倉勢との最大の激戦地となった。秀信の弟である第6代当主・秀長から白石氏を称し、鎌倉時代から室町時代まで、刈田郡を統治していた。
室町時代後期（戦国時代）になると、白石は伊達氏の支配下に置かれた。伊達政宗は豊臣秀吉の停戦命令を無視して、会津地方の蘆名氏を攻め滅ぼし、さらに須賀川の二階堂氏をも攻め滅ぼした。こうした政宗の領土拡張で伊達成実と共に特に功績が大きかった白石宗実は、政宗の領土仕置によって白石を離れ宮森城（福島県安達郡岩代町）へと移った。1590年（天正18年）、天下統一が成ると、秀吉は奥州仕置で蒲生氏郷を会津に入れ、白石は氏郷の領地となった。氏郷の死後には、その領地を上杉景勝が引き継ぎ、白石は上杉120万石の一部となった。秀吉の死後、政宗は徳川家康に協力し、会津征伐では上杉勢と戦った。政宗は白石城の戦いで上杉氏から白石城を奪い取り、白石に側近である亘理城主片倉景綱（小十郎）を入れた。こうして白石は仙台藩の一部となった。
戦後、家康は一国一城令を発令し日本全国の城を破却させた。しかし白石城は例外的に城として認められ、白石は明治維新までの260余年間、片倉氏の城下町として栄えた。戊辰戦争の際、仙台藩が奥羽越列藩同盟の盟主になると、白石城に列藩同盟公議府が置かれた。しかし、戊辰戦争の敗北により同盟政府は崩壊した。片倉家主従は、亘理伊達家主従や岩出山伊達家主従、角田石川家主従らと共に北海道へ移住し、片倉家主従は幌別郡（現在の登別市）および白石村（現在の札幌市白石区）・月寒村（現在の札幌市豊平区）を開拓した。札幌市には現在も「白石」の地名が残る。
戊辰戦争の敗北により、白石をはじめとする仙台藩南部の5郡は一時南部氏の所領となる。その後「白石県」「角田県」となった後、「宮城県」となる。
- 1954年（昭和29年）4月1日 - 刈田郡白石町、大鷹沢村、大平村、越河村、斎川村、白川村、福岡村が合併し、白石市が発足。宮城県内で6番目の市制施行。
- 1957年（昭和32年）3月31日、小原村を編入。

### 白石地震
1956年9月30日6時20分52.2秒に白石付近の北緯37度58.7分 東経140度36.6分 / 北緯37.9783度 東経140.6100度、深さ11 kmにてM 6.0の地震があり、福島で最大震度4を観測した。白石では震度5と推測され、死者1名、負傷者1名、建物被害17件、この他墓石の倒壊や崖崩れなどの被害が出た。震央付近で8 mm程度の沈降が発生した他、地震当日に18回の有感余震が発生している。

## 行政

### 歴代町長
| 代 | 氏名         | 就任                       | 退任                       | 備考   |
| -- | ------------ | -------------------------- | -------------------------- | ------ |
| 1  | 斎藤吉弥     | 1889年（明治22年）4月21日  | 1890年（明治23年）3月10日  |        |
| 2  | 鈴木味右ェ門 | 1890年（明治23年）3月11日  | 1891年（明治24年）2月1日   |        |
| 3  | 斎藤吉弥     | 1891年（明治24年）2月2日   | 1892年（明治25年）5月13日  | 再任   |
| 4  | 今泉杏庵     | 1892年（明治25年）5月14日  | 1893年（明治26年）4月6日   |        |
| 5  | 渡辺儀蔵     | 1893年（明治26年）4月7日   | 1895年（明治28年）7月9日   |        |
| 6  | 渡辺儀蔵     | 1893年（明治26年）4月7日   | 1895年（明治28年）7月9日   |        |
| 7  | 渡辺儀蔵     | 1893年（明治26年）4月7日   | 1895年（明治28年）7月9日   |        |
| 8  | 斎藤吉弥     | 1895年（明治28年）7月10日  | 1901年（明治34年）5月6日   | 再々任 |
| 9  | 斎藤吉弥     | 1895年（明治28年）7月10日  | 1901年（明治34年）5月6日   | 再々任 |
| 10 | 水野健治     | 1901年（明治34年）5月7日   | 1901年（明治34年）10月16日 |        |
| 11 | 村上伊佐治   | 1901年（明治34年）10月17日 | 1901年（明治34年）11月25日 |        |
| 12 | 十二村辰五郎 | 1901年（明治34年）11月26日 | 1905年（明治38年）12月14日 |        |
| 13 | 水野健治     | 1905年（明治38年）12月11日 | 1914年（大正3年）2月9日    | 再任   |
| 14 | 水野健治     | 1905年（明治38年）12月11日 | 1914年（大正3年）2月9日    | 再任   |
| 15 | 鈴木惣四郎   | 1914年（大正3年）2月10日   | 1923年（大正12年）8月19日  |        |
| 16 | 鈴木惣四郎   | 1914年（大正3年）2月10日   | 1923年（大正12年）8月19日  |        |
| 17 | 鈴木惣四郎   | 1914年（大正3年）2月10日   | 1923年（大正12年）8月19日  |        |
| 18 | 菅野円蔵     | 1923年（大正12年）10月15日 | 1926年（大正15年）5月30日  |        |
| 19 | 鈴木富太郎   | 1926年（大正15年）6月5日   | 1927年（昭和2年）2月24日   |        |
| 20 | 鈴木俊一郎   | 1927年（昭和2年）3月11日   | 1936年（昭和11年）2月10日  |        |
| 21 | 鈴木俊一郎   | 1927年（昭和2年）3月11日   | 1936年（昭和11年）2月10日  |        |
| 22 | 鈴木俊一郎   | 1927年（昭和2年）3月11日   | 1936年（昭和11年）2月10日  |        |
| 23 | 和泉辰治     | 1936年（昭和11年）4月9日   | 1937年（昭和12年）8月10日  |        |
| 24 | 鈴木俊一郎   | 1937年（昭和12年）10月28日 | 1940年（昭和15年）10月12日 | 再任   |
| 25 | 朝倉松吉     | 1940年（昭和15年）11月7日  | 1946年（昭和21年）4月15日  |        |
| 26 | 阿子島俊治   | 1946年（昭和21年）5月7日   | 1947年（昭和22年）1月5日   |        |
| 27 | 麻生寛道     | 1947年（昭和22年）4月6日   | 1954年（昭和29年）3月31日  |        |
| 28 | 麻生寛道     | 1947年（昭和22年）4月6日   | 1954年（昭和29年）3月31日  |        |

### 歴代市長
| 代 | 氏名       | 就任                       | 退任                       | 備考         |
| -- | ---------- | -------------------------- | -------------------------- | ------------ |
| 1  | 麻生寛道   | 1954年（昭和29年）5月12日  | 1976年（昭和51年）9月27日  | 町長より留任 |
| 2  | 麻生寛道   | 1954年（昭和29年）5月12日  | 1976年（昭和51年）9月27日  | 町長より留任 |
| 3  | 麻生寛道   | 1954年（昭和29年）5月12日  | 1976年（昭和51年）9月27日  | 町長より留任 |
| 4  | 麻生寛道   | 1954年（昭和29年）5月12日  | 1976年（昭和51年）9月27日  | 町長より留任 |
| 5  | 麻生寛道   | 1954年（昭和29年）5月12日  | 1976年（昭和51年）9月27日  | 町長より留任 |
| 6  | 麻生寛道   | 1954年（昭和29年）5月12日  | 1976年（昭和51年）9月27日  | 町長より留任 |
| 7  | 鈴木孝一郎 | 1976年（昭和51年）11月14日 | 1980年（昭和55年）11月13日 |              |
| 8  | 関谷宗一   | 1980年（昭和55年）11月14日 | 1984年（昭和59年）11月13日 |              |
| 9  | 川井貞一   | 1984年（昭和59年）11月14日 | 2004年（平成16年）11月13日 |              |
| 10 | 川井貞一   | 1984年（昭和59年）11月14日 | 2004年（平成16年）11月13日 |              |
| 11 | 川井貞一   | 1984年（昭和59年）11月14日 | 2004年（平成16年）11月13日 |              |
| 12 | 川井貞一   | 1984年（昭和59年）11月14日 | 2004年（平成16年）11月13日 |              |
| 13 | 川井貞一   | 1984年（昭和59年）11月14日 | 2004年（平成16年）11月13日 |              |
| 14 | 風間康静   | 2004年（平成16年）11月14日 | 2016年（平成28年）11月13日 |              |
| 15 | 風間康静   | 2004年（平成16年）11月14日 | 2016年（平成28年）11月13日 |              |
| 16 | 風間康静   | 2004年（平成16年）11月14日 | 2016年（平成28年）11月13日 |              |
| 17 | 山田裕一   | 2016年（平成28年）11月14日 | 現職                       |              |
| 18 | 山田裕一   | 2016年（平成28年）11月14日 | 現職                       |              |
| 19 | 山田裕一   | 2016年（平成28年）11月14日 | 現職                       |              |

## 議会

### 市議会
→詳細は「白石市議会」を参照

## 姉妹都市・友好都市

### 姉妹都市
- 登別市（北海道）：明治初期に、白石城主片倉邦憲を筆頭とする片倉家臣団が同地を開拓したことを縁とする[6]。
- 海老名市（神奈川県）[6]
- ハーストビル市（オーストラリア）[6]

### 友好都市
- 白石区（北海道札幌市）：明治初期に、片倉家家臣団が同地に移住したことを縁とする[6]。

## 経済

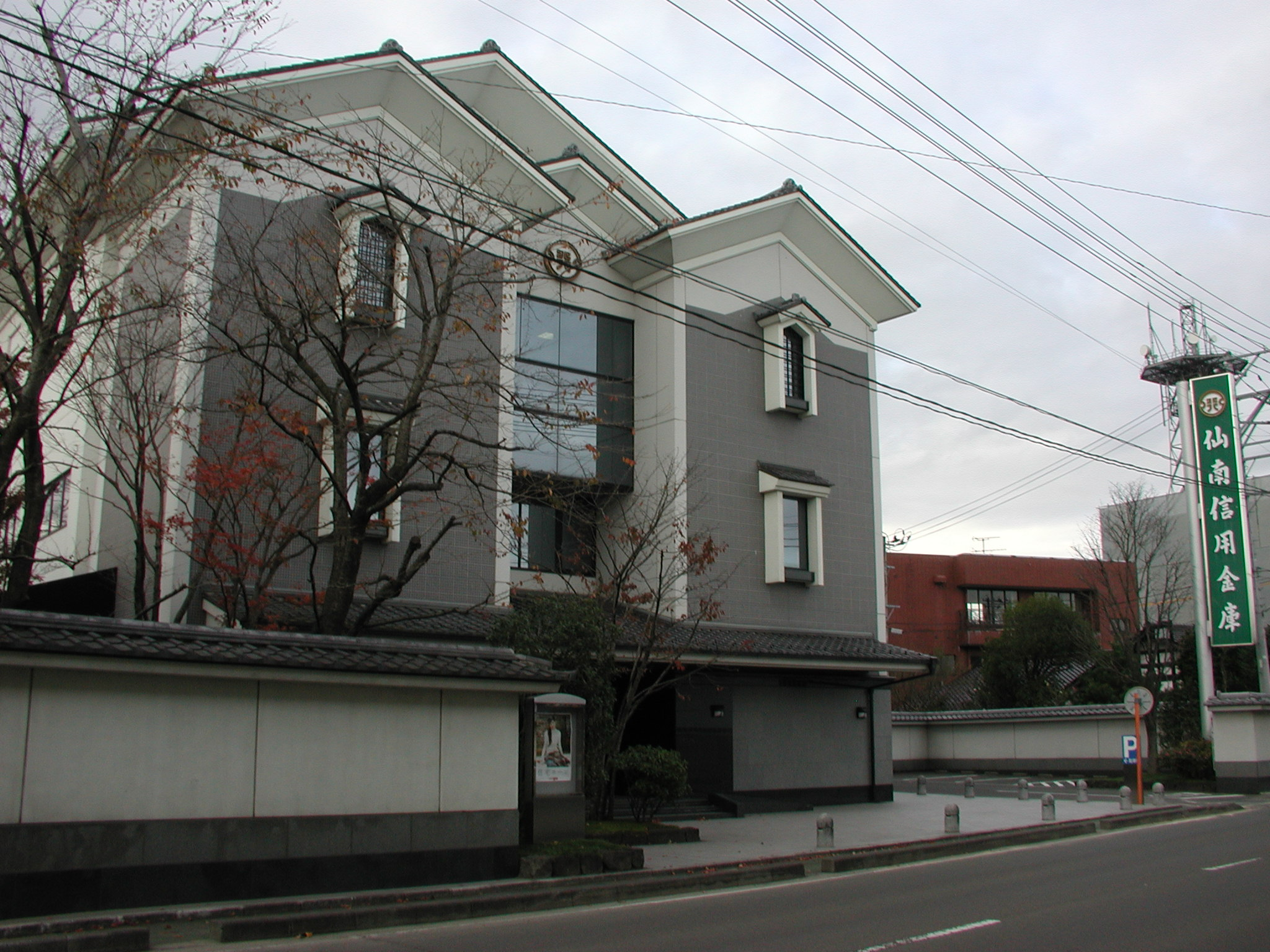
仙南信用金庫の本店。

藩政期から戦後の高度成長期において、仙南圏の経済・商業の中核を担ってきた白石市ではあったが、近年その中核性は柴田郡大河原町・柴田町の国道4号バイパス沿いに展開するロードサイド店舗を中心とする商圏に移行している。
白石市の中心市街地は仙南圏では唯一のアーケード商店街を保持しているが、市内の経済・商業の中核地域も国道4号白石バイパス沿いのロードサイドショップに移行しつつある。

### 法人
- 仙南信用金庫（白石市が本店所在地であり、白石市の指定代理金融機関）

- 日本郵便の郵便局
  - 白石郵便局（集配局）
  - 白石南郵便局
  - 越河郵便局
  - 小原郵便局
  - 越河駅前郵便局
  - 白石駅前郵便局
  - 斎川郵便局
  - 白石大平郵便局
  - 大鷹沢郵便局
  - 北白川郵便局
- 簡易郵便局
  - 白石東簡易郵便局
  - 白石北簡易郵便局
  - 鎌先簡易郵便局
  - 赤井畑簡易郵便局

## 産業

### 第一次産業
農業については、平野部では米の栽培が主であるが、蔵王山麓では冷涼な気候を生かした高原野菜の栽培や酪農、斎川地区や越河地区、小原地区などでは柿やリンゴ、ナシ、モモ、わずかだがブルーベリーといった果樹栽培が行われている。
農業総産出額は490,000万円（2006年）。

### 第二次産業
電子機械製造、食品加工業など中心に、主に東北自動車道白石インターチェンジ周辺や東北新幹線白石蔵王駅周辺に事業所が集積している。
製造品総出荷額は10,270,586万円（2009年）。
市内にある主な事業所
- NECプラットフォームズ白石事業所
- トーキン本社（旧白石事業所）
- ソニーセミコンダクタマニュファクチャリング白石蔵王テクノロジーセンター（旧ソニー白石セミコンダクタ）
- セコム工業
- ニチレイフーズ白石工場
- トーカドエナジー白石工場
- 花菱縫製
- 旭プロダクション

### 第三次産業
東北本線白石駅周辺の中心市街地や国道4号白石バイパス沿線に商業地域が集積する。また鎌先温泉や小原温泉、蔵王山麓部では旅館・サービス業の集積も見られる。

## 教育

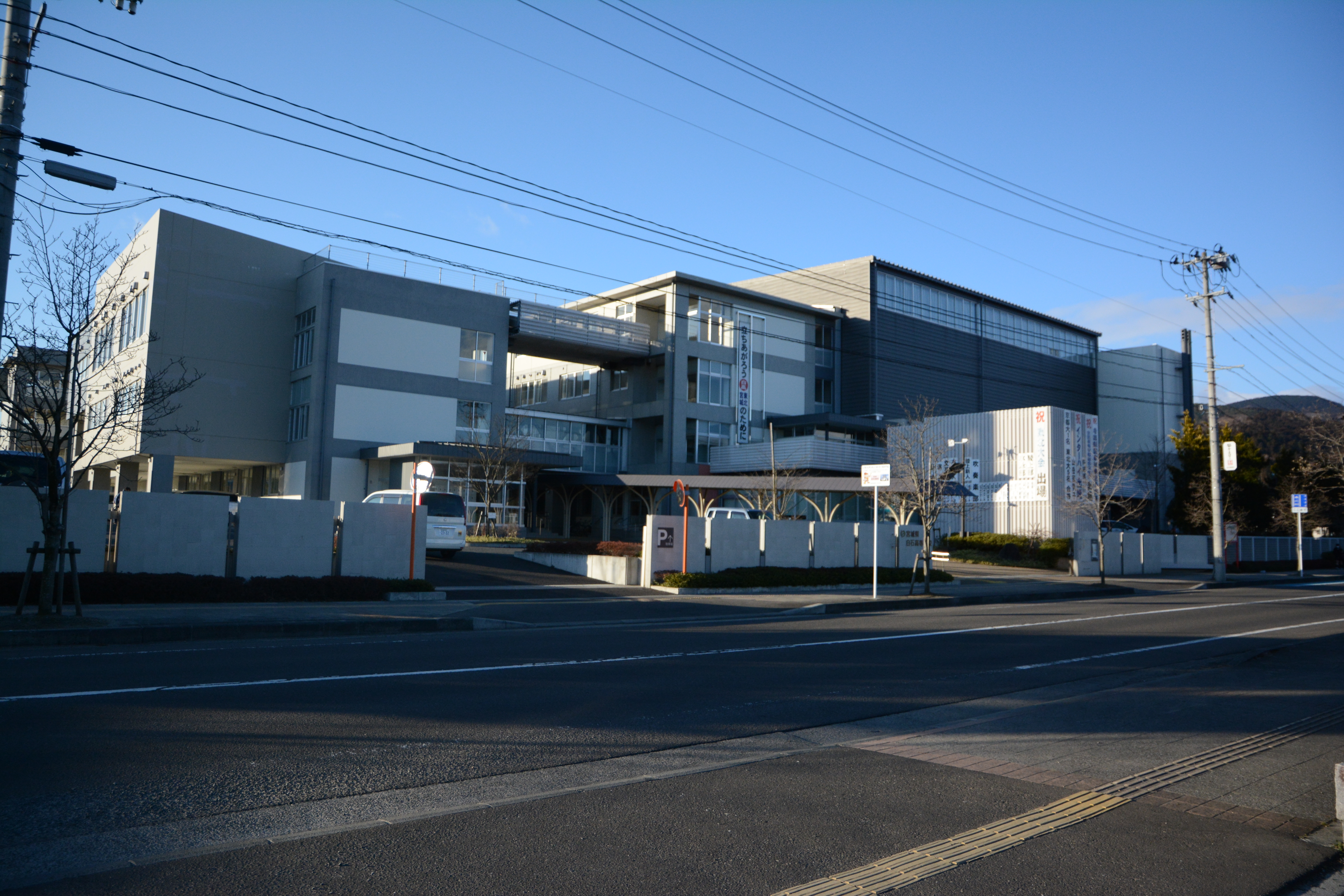
白石高校の校舎。

### 高等学校
- 宮城県白石高等学校
- 宮城県白石工業高等学校

### 中学校
- 白石市立白石中学校
- 白石市立福岡中学校
- 白石市立福岡中学校病院分校
- 白石市立小原中学校
- 白石市立東中学校
- 白石市立白石南小中学校

### 小学校
- 白石市立白石第一小学校
- 白石市立白石第二小学校
- 白石市立越河小学校
- 白石市立大平小学校
- 白石市立大鷹沢小学校
- 白石市立白川小学校
- 白石市立福岡小学校
- 白石市立福岡小学校八宮分校(休校中）
- 白石市立福岡小学校長峰分校(休校中）
- 白石市立福岡小学校不忘分校(休校中）
- 白石市立福岡小学校病院分校
- 白石市立深谷小学校
- 白石市立深谷小学校三住分校(休校中）
- 白石市立小原小学校
- 白石市立白石南小中学校

### 特別支援学校
- 宮城県立角田支援学校白石校

## 交通

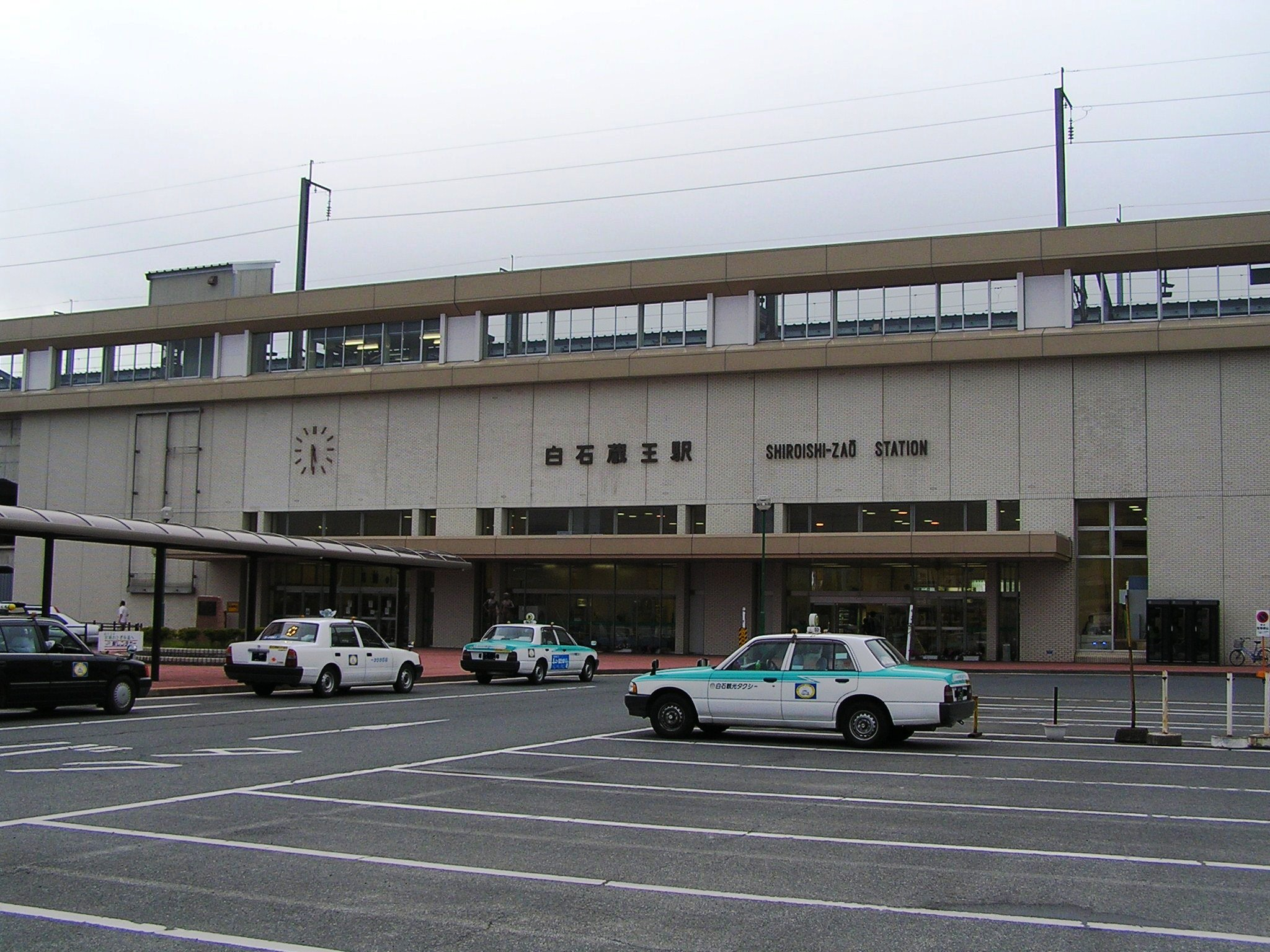
東北新幹線の白石蔵王駅。

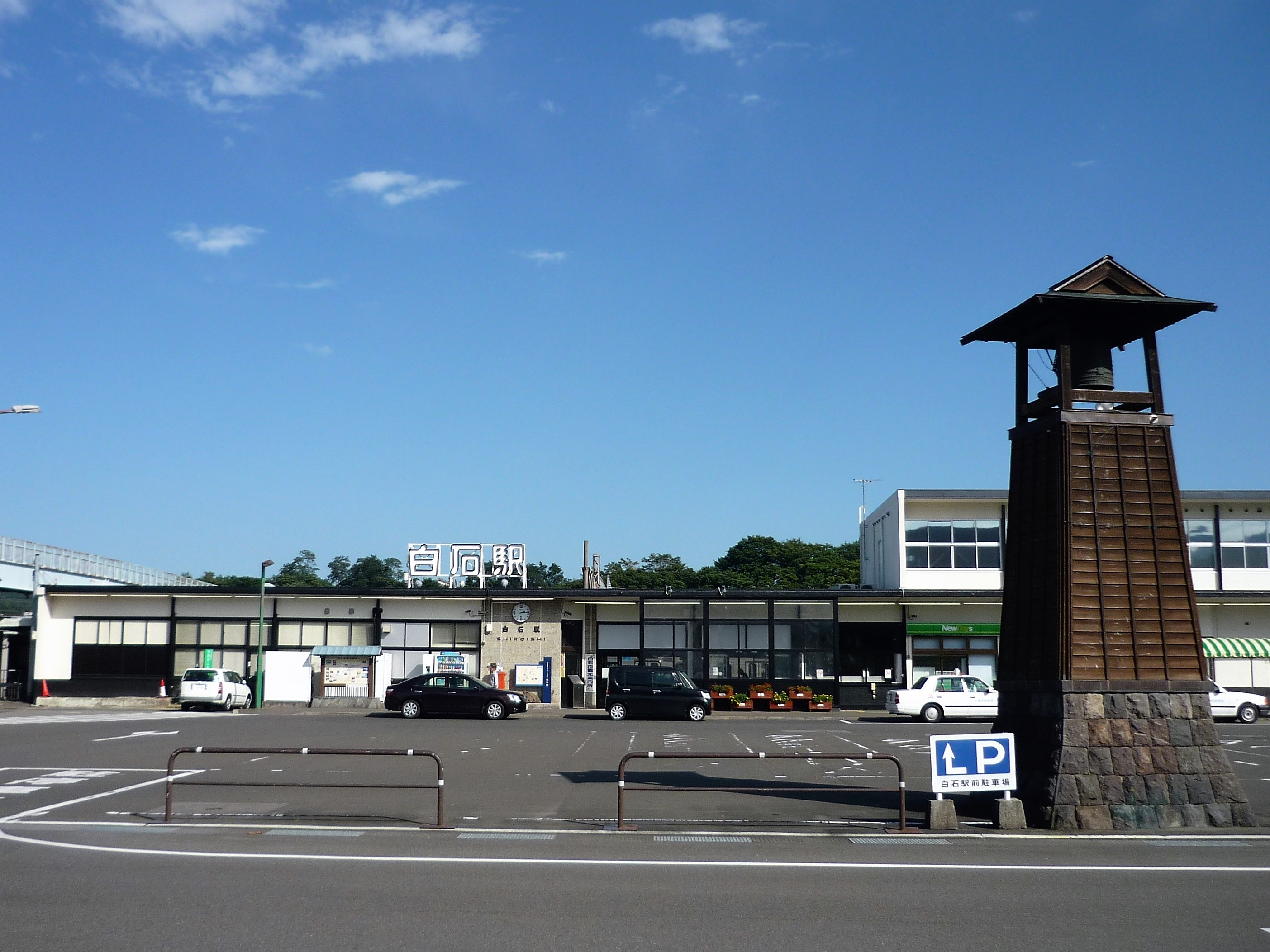
東北本線の白石駅。

### 鉄道
- 中心となる駅：白石駅

東日本旅客鉄道（JR東日本）
- 東北新幹線
  - 白石蔵王駅
- 東北本線
  - 越河駅 - 白石駅 - 東白石駅 - 北白川駅

### バス

白石市民バス（きゃっするくん）。

- ミヤコーバス
- 白石市民バス
- 七ヶ宿町町営バス

### 道路
- 高速道路
  - E4 東北自動車道：(24) 白石IC
- 一般国道
  - 国道4号
  - 国道113号
  - 国道457号
- 県道
  - 宮城県道・山形県道12号白石上山線
  - 宮城県道24号白石丸森線
  - 宮城県道・福島県道46号白石国見線
  - 宮城県道50号白石柴田線
  - 宮城県道51号南蔵王七ヶ宿線
  - 宮城県道105号越河角田線
  - 宮城県道106号川前白石線
  - 宮城県道・福島県道107号赤井畑国見線
  - 宮城県道108号白石停車場線
  - 宮城県道109号白川犬卒都婆向山線
  - 宮城県道254号南蔵王白石線
- 広域農道
  - 仙南広域農道蔵王コスモスライン

## 電信電話
NTT東日本 宮城支店
- 市外局番は0224（白石MA）が用いられる。
  - なお、隣接する大河原町などとは同じ市外局番であるが、MAが異なる（大河原MA）ため市外局番からダイヤルする必要がある。

## 観光

### 名所

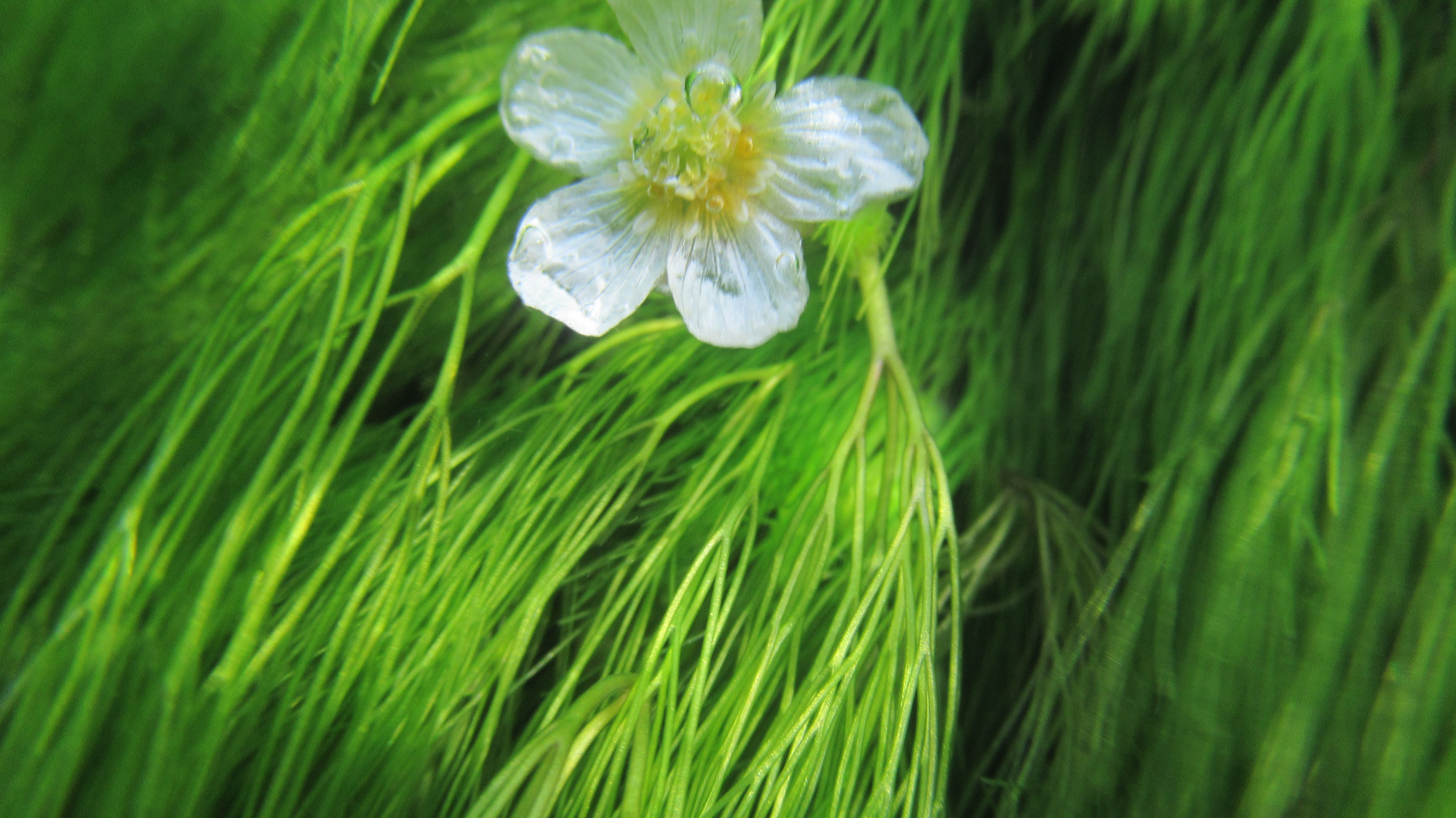
沢端川支流の梅花藻

- 白石城
- 孝子堂
- 奥州白石囃発祥の地八枚田
- 片倉氏廟所
- 片倉喜多の墓
- 武家屋敷（片倉家中旧小関家）
- 壽丸屋敷
- 白石・人形の蔵
- 世良修蔵の墓
- 碧玉渓
- 材木岩公園
- 検断屋敷
- 弥治郎こけし村
- 温麺の館：東北新幹線白石蔵王駅構内

### レジャー
- 国立南蔵王青少年野営場
- 温泉：鎌先温泉、小原温泉、白石湯沢温泉、かつらの湯
- スキー場：みやぎ蔵王白石スキー場
- スパッシュランドしろいし（2022年度末で閉館[9]）
- スパッシュランドパーク

- 鎌先温泉
- 小原温泉

### 祭事
- 全日本こけしコンクール
- 白石市民春まつり

### 名産
- 白石温麺（うーめん）
- 白石和紙
- 白石葛
- 弥治郎こけし
- 干し柿（枯露柿）
- ヘビトンボ - 幼虫を「孫太郎虫」と呼び、子供の疳の虫の薬として利用する。
- 乳製品

このうち白石温麺、白石和紙、白石葛の3品目を合わせて｢白石三白（さんぱく）｣と呼ぶ場合がある。
- 白石温麺
- 弥治郎こけし

### その他
- 白石市文化体育活動センター（ホワイトキューブ、キューブ）
- 白石市情報センター（アテネ）
- 雨塚山 大量のアメシストが産出する山。

## 作品
白石市が舞台となっている作品
- みかん絵日記（漫画・アニメ：安孫子三和著。白泉社刊）
- 名門!多古西応援団（映画：1987年、東映、橋本以蔵監督）
- 光れ隻眼０．０六・弱視教室の子供たち（ドラマ：1990年、カネボウヒューマンスペシャル、鈴木月美原作）
- 100回泣くこと（映画：2013年、ショウゲート、廣木隆一監督）
- ラストレター（映画：2020年、東宝、岩井俊二監督）
- 碁太平記白石噺（人形浄瑠璃・歌舞伎、紀上太郎・烏亭焉馬・容楊黛・三津環合の合作）

## 著名な出身者

### 政治
- 遠藤要 - 政治家。参議院議員・元法務大臣
- 鐸木三郎兵衛 - 政治家。旧福島町長。私財を投じて福島大火の復興などに尽力。福島県庁移転を阻止した代表人物。
- 阿子島俊治 - ジャーナリスト・政治家

### 経済
- 八島俊章 - 実業家・日本電気協会会長・元東北電力代表取締役社長・同会長

### 教育
- 今泉定助 - 国文学者・神道思想家、日本大学皇道学院院長
- 太田正一 - 詩人・ロシア文学者
- 小野さつき - 教育者
- 我妻建治 - 歴史学者、成城学園学園長、成城大学学長
- 亘理格 - 法学者

### 芸能
- 阿子島たけし - 音楽評論家
- わたりむつこ - 絵本作家
- 小室しげ子 - 漫画家
- 山崎バニラ - 活動弁士・声優・女優・振り付け師・マルチタレント
- 大門与作 - お笑いタレント

### スポーツ
- 大砲万右エ門 - 力士・第18代横綱
- 木村庄之助 - 行司・初代
- 安部理 - 元プロ野球選手・東北楽天ゴールデンイーグルス二軍育成コーチ（打撃担当）
- 佐藤孝夫 - 元プロ野球選手・同コーチ・同監督（代行）・国鉄スワローズ（現東京ヤクルトスワローズ）他
- 関東孝雄（孝夫）- 元プロ野球選手・同二軍守備コーチ・中日ドラゴンズ

### ゆかりの著名人
- 谷風梶之助 (初代) - 力士・最高位は大関（片倉氏（のち高松藩松平氏）お抱え力士）
- 宍戸錠 - 俳優（空襲で家が焼けたため白石市に疎開、大阪府大阪市北区出身）
- 郷鍈治 - 俳優。宍戸錠の実弟。